# 北甸子乡
北甸子乡，是中华人民共和国辽宁省本溪市桓仁满族自治县下辖的一个乡镇级行政单位。

## 行政区划
北甸子乡下辖以下地区：
友谊村、英英沟村、北甸子村、大牛沟村、湾龙背村和长春沟村。

## 特产
桓仁冰酒：中国地理标志产品。